# Гебхард II фон Кверфурт
Гебхард II фон Кверфурт (на немски: Gebhard II von Querfurt; † 18 февруари 1126 при Кулм, Северна Бохемия) е господар на Кверфурт.
Той е син на господар Бурхард фон Кверфурт и внук на Гебхард I (970 – 1017) и дъщерята на граф Бурхард IV в Хасегау († 982). Леля му Ида е баба на император Лотар III.
Гебхард II е в свитата на император Лотар III е убит на 18 февруари 1126 г. в битката при Кулм в Северна Бохемия.

## Фамилия
Гебхард II се жени за Ода фон Аменслебен, дъщеря на граф Дитрих фон Аменслебен († 1120). Те имат децата:
- Бурхард I фон Кверфурт († 1161), господар на Кверфурт и бургграф на Магдебург (1136 – 1161)
- Конрад фон Кверфурт († 1142) архиепископ на Магдебург (1134 – 1142)
- Гебхард III фон Кверфурт († 18 февруари 1126), убит като баща му в битката при Клум
- Зигфрид фон Кверфурт († ок. 1150), епископ на Вюрцбург